# Shohreh Bayat
Shohreh Bayat (en persan : شهره بیات), née en 1987 à Racht (Iran), est une arbitre d'échecs iranienne, vivant en Angleterre et une arbitre internationale. Elle a été arbitre en chef du Championnat du monde d'échecs féminin de 2020 pour la Fédération internationale des échecs (FIDE). 
Le 8 mars 2021, elle reçoit le prix international de la femme de courage.

## Jeunesse
Bayat naît en 1987, à Racht, en Iran,. Sa grand-mère paternelle juive émigre en Iran depuis Bakou, en Azerbaïdjan, pendant la Seconde Guerre mondiale. Ils gardent leur ascendance juive cachée. Elle devient la championne iranienne des moins de 12 ans, en 1998. Bayat est titulaire d'une maîtrise en ingénierie des ressources naturelles.

## Carrière
À l'âge de 25 ans, Bayat commence une carrière d'arbitre d'échecs à la FIDE. Bayat est la seule arbitre de grade A d'Asie et est une figure marquante de la scène échiquéenne iranienne. Elle est l'arbitre en chef du Championnat du monde féminin d'échecs 2020 (WWCC). Une photo de Bayat au WWCC avec son hidjab autour du cou, suscite une controverse en Iran qui applique un code vestimentaire islamique strict. La Fédération iranienne des échecs demande à Bayat de prendre une photo de remplacement portant un hijab et de publier des excuses par le biais des médias sociaux. Bayat refuse car elle estime que les lois obligatoires imposant le port du hijab sont misogynes. En septembre 2020, elle reçoit la confirmation de la FIDE qu'elle peut arbitrer sous le drapeau anglais.

## Récompense
Le 8 mars 2021, elle reçoit, du département d'État des États-Unis, le prix international de la femme de courage pour sa défense des droits des femmes et pour avoir ignoré les menaces du gouvernement iranien,.

## Vie privée
Bayat est mariée et a de la famille en Iran. En janvier 2020, elle déménage au Royaume-Uni afin de demander l'asile politique. Bayat avait auparavant reçu un visa britannique pour un tournoi d'échecs à Gibraltar. À Londres, en 2020, elle célèbre pour la première fois le Roch Hachana.

### Note
- (en) Cet article est partiellement ou en totalité issu de l’article de Wikipédia en anglais intitulé « Shohreh Bayat » (voir la liste des auteurs).